# Pfahlwege im Campemoor
Koordinaten: 52° 27′ 57″ N, 8° 11′ 13″ O
Als Pfahlwege im Campemoor werden sechs vorgeschichtliche Moorwege im Campemoor bei Neuenkirchen-Vörden (Landkreis Vechta, Niedersachsen) bezeichnet, die von den 1990er Jahren bis 2004 archäologisch untersucht wurden. Sie waren aus Rundholz gefertigt und bestanden zu unterschiedlichen Zeiten. Einer der Wege wurde im Mittelneolithikum um 4550 v. Chr. erbaut und gilt als der bisher älteste entdeckte Moorweg der Welt. Die Wegkonstruktionen blieben durch die günstigen Erhaltungsbedingungen für organisches Material im Moor bis heute im Untergrund bestehen.

## Lage
Die sechs entdeckten Pfahlwege liegen im Campemoor südwestlich des Dümmers sowie südlich von Damme und den Dammer Bergen. Sie befinden sich auf dem Gebiet des Ortsteils Campemoor der Gemeinde Neuenkirchen-Vörden. Das Campemoor ist Teil des Großen Moores, eines zusammenhängenden Hochmoorgebietes zwischen Damme, Lohne, Vechta und Goldenstedt innerhalb des etwa 300 km² großen Dümmerbeckens. Das Campemoor weist eine etwa 2,4 Meter mächtige Torfschicht auf, in der sich die Pfahlwege in etwa einem Meter Tiefe fanden. Als ab 3000 v. Chr. der Prozess der Hochmoorbildung einsetzte, überdeckte das Moor die Pfahlwege. Innerhalb des Moor- und späteren Torfkörpers haben sich die Wege unter Luftabschluss in situ erhalten.
Etwa einen Kilometer südöstlich der Fundstellen mit den Pfahlwegen wurden 1949 mit den Männern von Hunteburg zwei Moorleichen aus dem 3. oder 4. Jahrhundert im Campemoor gefunden.

## Entdeckung
Bereits beim Handtorfstich im Campemoor in den 1950er und 1960er Jahren wurde ein Moorweg erkannt. Er wurde nicht näher wissenschaftlich untersucht und geriet bald in Vergessenheit. Als in den 1980er Jahren das Campemoor maschinell abgetorft wurde, kam der Weg 1986 erneut zum Vorschein. Das Torfabbauunternehmen meldete die Entdeckung im Jahr 1991 dem Staatlichen Museum für Naturkunde und Vorgeschichte in Oldenburg. Die Fundstelle wurde dem hannoverschen Institut für Denkmalpflege (IfD) als Vorläufer des Niedersächsischen Landesamtes für Denkmalpflege (NLD) zugewiesen, das 1992 erste archäologische Untersuchungen unternahm. Sie wurden auf der Grundlage des ab 1987 beim IfD etablierten Schwerpunktprogramms Moorarchäologie in Verbindung mit einem interdisziplinären Forschungsprojekt zur vorgeschichtlichen Besiedlung der Dümmer-Region durchgeführt.

## Ausgrabungen

Die Ausgrabungsfläche im August 2009

Die Ausgrabungsfläche im Juni 2011

Die ab 1992 begonnenen und zunächst 1997 abgeschlossenen Ausgrabungen förderten mehrere im Torfkörper des früheren Moores liegende Pfahlwege zutage, die als Pr mit entsprechender Zahl bezeichnet werden. Die Benennung von Moorwegen in der Dümmer-Region erfolgt in Anerkennung der Leistungen des Moorforschers Hugo Prejawa mit der Abkürzung Pr. Die Ausgrabungen stießen auf starkes öffentliches Interesse. Am Tag des offenen Denkmals im Jahr 1996 kamen etwa 1500 Besucher zur Ausgrabungsstelle. Weitere Ausgrabungskampagnen gab es in den Jahren 2002, 2004, 2006, 2009 und 2011.
An den bei den Ausgrabungen geborgenen Hölzern wurden mit Hilfe der C14–Methode und der Dendrochronologie Altersbestimmungen vorgenommen. Sie ergaben, dass der älteste Pfahlweg um 4550 v. Chr. angelegt wurde. Erst wenige Jahrhunderte zuvor hatte der Prozess der Moorbildung begonnen. Zu dieser Zeit bestanden noch Sandinseln, die aus dem Moor herausragten und anscheinend durch die Wege verbunden waren.

### 31 Pr
Der als PR 31 bezeichnete Pfahlweg, der mit einem Alter von rund 6500 Jahren als der bisher älteste entdeckte Moorweg der Welt gilt, verlief in Nord-Süd-Richtung in einer flachen Senke. Er lag in einem Bereich, der sich zum Errichtungszeitpunkt im Übergang vom Niedermoor zum Hochmoor befand. Der Weg wies die typischen konstruktiven Merkmale eines jungsteinzeitlichen Pfahlweges auf und war, je nach Beschaffenheit des Untergrundes, zwischen 2,5 und 4,5 Meter breit. Er hatte einen dreischichtigen Aufbau. Die unterste Lage bildeten dünne Birkenstämme auf dem moorigen Untergrund. Darauf lag ein Unterbau aus drei parallelen Reihen von Kiefernstämmen. Die darauf geschaffene Lauffläche bildeten bis zu 20 cm starke Rundhölzer aus Kiefer, an deren Enden sich noch Hiebspuren von Steinbeilen befanden. Gesichert war die Konstruktion durch randliche Sicherungspflöcke aus Birke, die in regelmäßigen Abständen gesetzt waren. Im archäologisch freigelegten Bereich auf einer Länge von 60 Metern war der Weg nur noch lückig erhalten. Er ließ sich auf etwa 300 Meter Länge verfolgen. Das verbaute Kiefer- und Birkenholz (Unterbau in Wegrichtung, Belag quer dazu, teils mit Fixierung im Untergrund) wurde auf 4614–4540 v. Chr. dendrodatiert. Der Bau fiel in eine Zeit erhöhter Niederschläge und Ausdehnung der Moore.

### 32 Pr
Ein weiterer Pfahlweg war der jüngere, auf 2900 bis 2879 v. Chr. dendrochronologisch datierte und im Jahr 2004 entdeckte Weg 32 Pr. Er führte zum Errichtungszeitpunkt – eine Periode erneuter Vernässung – durch einen Kiefern-Birkenbruchwald, in dem Baumstubben zum Verkeilen der Wegekonstruktion genutzt wurden. Möglicherweise sind die Stubben aber auch Reste von Bäumen, die nach Aufgabe des Weges hier wuchsen und nach einiger Zeit durch Sauerstoffmangel infolge der Entwicklung von Torfmoosen abstarben.
Der etwa 2,5 Meter breite Weg verlief auf einer flachen Sandrippe in einem Abstand von 30 Metern parallel zum Pfahlweg 31 Pr. Der Pfahlweg 32 Pr verfügte über einen zweischichtigen Aufbau. Die untere Lage bildeten mehrere Reihen von Birken- und Kieferstämme in Laufrichtung, deren Zwischenräume mit Reisig und Baumrinde verfüllt waren. Darauf lag eine Lauffläche aus bis zu 15 cm starken Rundhölzern aus Kiefer. Pollenanalytische Untersuchungen ergaben, dass sich kurz nach seiner Anlage die Verbreitung der Kiefer in diesem Gebiet verringerte. Als Ursache wird der enorme Holzverbrauch an Kiefernstämmen für den Bau des Pfahlweges angenommen. Der Weg wurde bereits um 1960 beim Aushub eines Moorgrabens von vier Metern Tiefe entdeckt, aber nicht untersucht. 1991 wurde er beim maschinellen Torfabbau wiederentdeckt. Der Weg ließ sich auf fast 400 Meter verfolgen; seine Gesamtlänge wird auf bis zu 500 Meter geschätzt. Im archäologisch untersuchten Bereich war der fast 5000 Jahre alte Weg nahezu vollständig erhalten.

### 33 Pr – 36 Pr
In unmittelbarer Nähe wurden vier weitere Pfahlwege entdeckt, die teilweise neben- und übereinander lagen. Sie wurden als 33 Pr – 36 Pr bezeichnet. Der Weg 33 Pr entstand zwischen 4000 und 3700 v. Chr., der Weg 34 Pr um 3900 bis 3700 v. Chr. und der Weg 35 Pr um 3800 v. Chr., während der Weg 36 Pr bisher nicht datiert wurde.

## Resümee
Bei den archäologischen Untersuchungen in den 1990er Jahren konnten die Wege trotz des Einsatzes geophysikalischer Prospektionsmethode (unter anderem Bodenradar im Jahr 1999 und Geoelektrik) nicht auf der gesamten Länge verfolgt werden. Es ist nicht bekannt, welchen Zweck die Wege erfüllten. Es wird vermutet, dass sie Siedlungsstellen auf Sandinseln miteinander verbanden. In den 1960er Jahren wurde in der Niederung südlich des Dümmers eine Siedlung archäologisch untersucht, die sich anhand von C-14 Bestimmungen in die Zeit um 4700 v. Chr. datieren ließ und mit dem Beginn des Moorwegebaus zeitlich zusammenfällt. Der erste Weg um 4550 v. Chr. dürfte nicht für Verkehrsmittel angelegt worden sein, da er bereits rund 1000 Jahre vor Erfindung des Rads bestand.

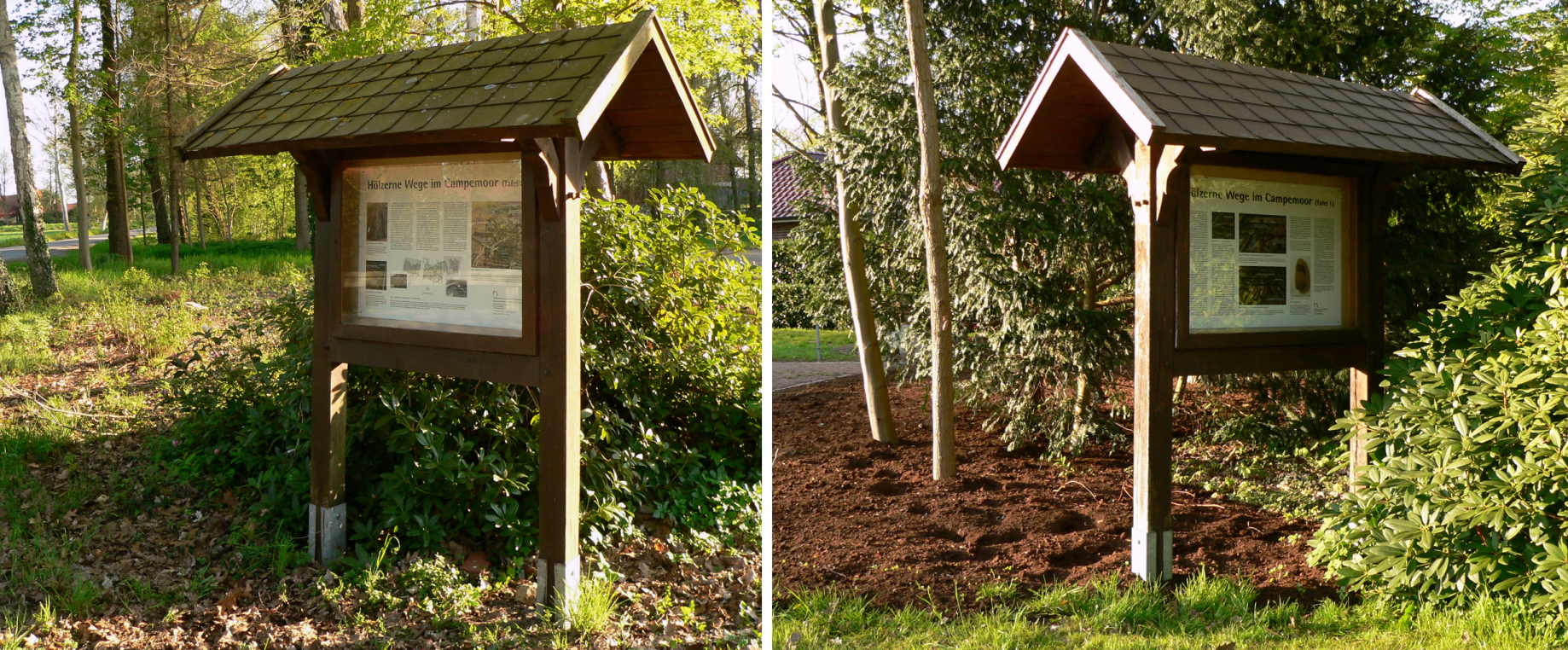
Infotafeln zu den Moorwegen im Campemoor, aufgestellt am Vereinshaus im Neuenkirchen-Vördener Ortsteil Campemoor

Bei den Ausgrabungen auf den Trassen der Pfahlwege gab es kaum Funde. Zu den wenigen Fundstücken gehörten ein Felsovalbeil, ein Flintmesser und Fragmente eines Tongefäßes. Die Grabungsergebnisse werden im Stadtmuseum Damme sowie im Industriemuseum Lohne präsentiert. Im Neuenkirchen-Vördener Ortsteil Campemoor, einer früheren Moorkolonie im Campemoor, sind am sogenannten Vereinshaus zwei Informationstafeln zu den Untersuchungen an den Moorwegen angebracht.